# Anemia pyrenaea
Anemia pyrenaea är en ormbunkeart som beskrevs av Taub. Anemia pyrenaea ingår i släktet Anemia och familjen Anemiaceae. Inga underarter finns listade.